# 수정구
수정구(壽井區)는 대한민국 경기도 성남시 북서부에 있는 구이다. 수정구의 가운데를 가로지르는 탄천을 기준으로 봤을 때 경부고속도로가 지나가는 서쪽은 대한민국 공군 비행장인 서울공항 근처이며 대도시인 서울특별시와 인접해있기 때문에 대부분의 토지가 개발제한구역 및 군사시설 보호구역으로 묶여있어 중·대규모 개발이 어렵지만 인근 대도시권을 소비지로 한 시설 재배 농업이 활발하게 이루어지고 있는 지역이며, 동쪽은 가천대학교 글로벌캠퍼스 및 동서울대학, 을지대학교 성남 캠퍼스가 위치하여 교육환경이 우수하며 대규모 시가지가 형성되어 있어 많은 사람들이 거주한다. 성남시 개발 초기 때부터 형성되어온 성남 구시가지는 성남시 중원구와 연계되어 있다. 성남시 수정구의 성남 구시가지는 서울 지하철 8호선과 수도권 전철 수인·분당선이 지나가는 역세권을 형성하고 있다. 구 이름은 '수진동'(壽進洞)과 '복정동'(福井洞)에서 한 글자씩 따온 것이다. 성남에는 수정구를 비롯하여 분당구와 중원구가 있다.

## 역사
- 1988년 7월 1일 : 수정출장소를 설치했다.[1]
- 1989년 5월 1일 : 수정출장소를 수정구로 전환했다.[2] 동시에 단대1동을 단대동으로, 단대4동을 산성동으로, 은행3동을 양지동으로 개칭했다.[3]

| 성남시조례 제931·932호 |                      |                |                      |
| 기존                   | 기존                 | 수정구 설치 후 | 수정구 설치 후       |
| 행정구역               | 법정구역             | 행정구역       | 법정구역             |
| 신흥1동                | 신흥동               | 수정구 신흥1동 | 신흥동               |
| 신흥2동                | 신흥동               | 수정구 신흥2동 | 신흥동               |
| 신흥3동                | 신흥동               | 수정구 신흥3동 | 신흥동               |
| 태평1동                | 태평동               | 수정구 태평1동 | 태평동               |
| 태평2동                | 태평동               | 수정구 태평2동 | 태평동               |
| 태평3동                | 태평동               | 수정구 태평3동 | 태평동               |
| 수진1동                | 수진동               | 수정구 수진1동 | 수진동               |
| 수진2동                | 수진동               | 수정구 수진2동 | 수진동               |
| 단대1동                | 단대동               | 수정구 단대동  | 단대동               |
| 단대2동                | 단대동               | 중원구 금광1동 | 금광동               |
| 단대3동                | 단대동               | 중원구 금광2동 | 금광동               |
| 단대4동                | 단대동               | 수정구 산성동  | 산성동               |
| 은행1동                | 은행동               | 중원구 은행1동 | 은행동               |
| 은행2동                | 은행동               | 중원구 은행2동 | 은행동               |
| 은행3동                | 은행동               | 수정구 양지동  | 양지동               |
| 복정동                 | 복정동·창곡동        | 수정구 복정동  | 복정동·창곡동        |
| 신촌동                 | 신촌동·오야동·심곡동 | 수정구 신촌동  | 신촌동·오야동·심곡동 |
| 고등동                 | 고등동·상적동·둔전동 | 수정구 고등동  | 고등동·상적동·둔전동 |
| 시흥동                 | 시흥동·금토동·사송동 | 수정구 시흥동  | 시흥동·금토동·사송동 |
- 1990년 1월 1일 : 태평2동에서 태평4동을 분동하였다.[4]
- 2015년 11월 2일 : 복정동에서 위례동을 분동하였다.[5]
- 2015년 12월 7일 : 위례신도시 건설에 따라 서울특별시 송파구, 경기도 성남시, 하남시 간의 관할 구역을 조정하였다.[6]

## 행정 구역
성남시 수정구는 2015년 9월 30일을 기준으로 99,458세대, 220,152명의 인구가 거주하고 있다. 면적은 45.53km2이며, 하위 행정 구역은 2015년 11월 2일 기준으로 17동, 334통, 1,946반이다.

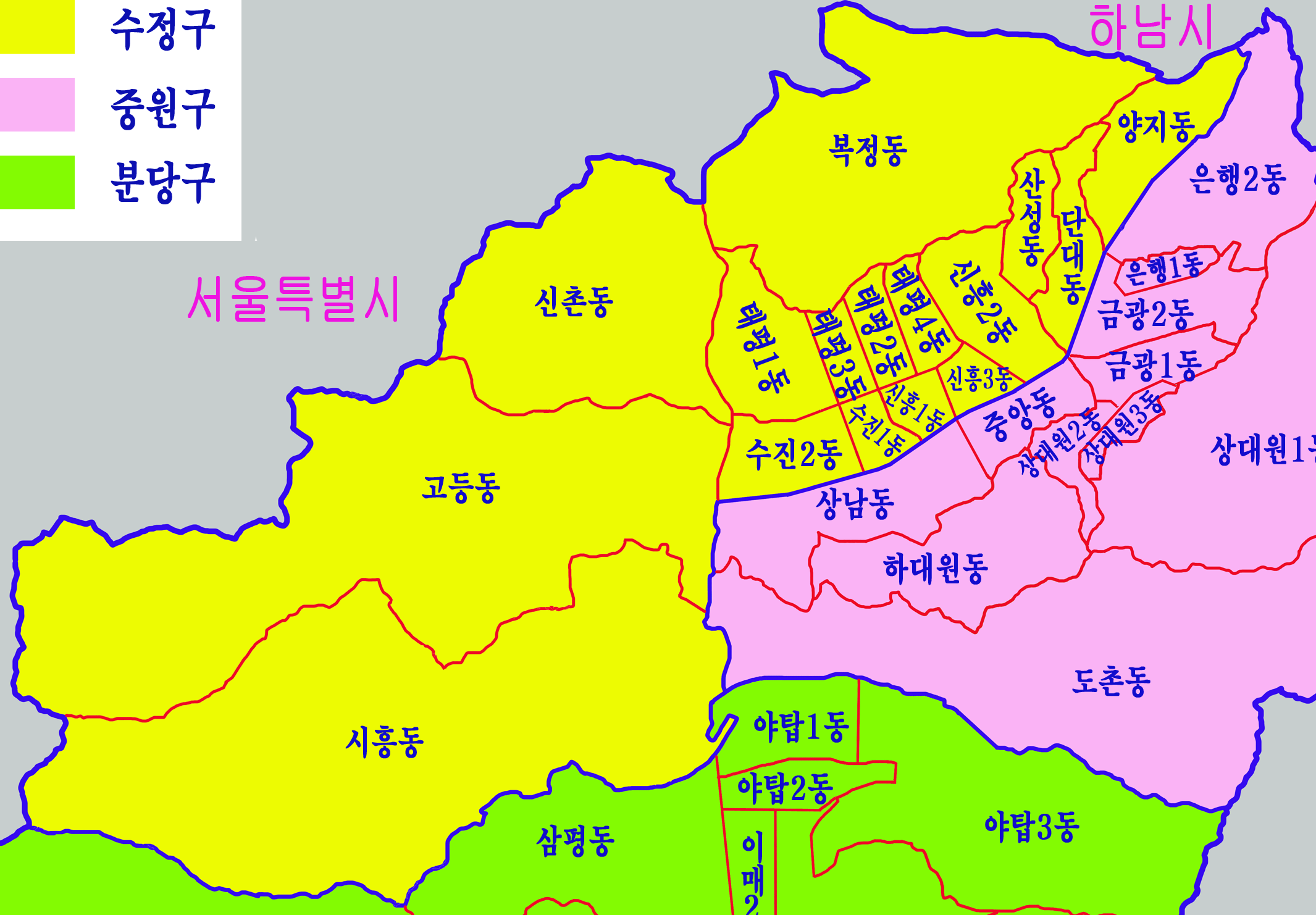
수정구

| 행정동  | 한자    | 면적 (km2) | 세대   | 인구 (명) |
| ------- | ------- | ---------- | ------ | --------- |
| 신흥1동 | 新興1洞 | 0.42       | 7,624  | 14,427    |
| 신흥2동 | 新興2洞 | 1.05       | 11,650 | 29,332    |
| 신흥3동 | 新興3洞 | 0.32       | 5,793  | 11,170    |
| 태평1동 | 太平1洞 | 1.43       | 9,004  | 17,910    |
| 태평2동 | 太平2洞 | 0.47       | 7,943  | 17,984    |
| 태평3동 | 太平3洞 | 0.34       | 6,849  | 15,385    |
| 태평4동 | 太平4洞 | 0.37       | 6,559  | 15,487    |
| 수진1동 | 壽進1洞 | 0.39       | 7,344  | 14,496    |
| 수진2동 | 壽進2洞 | 0.86       | 7,987  | 18,583    |
| 단대동  | 丹垈洞  | 0.80       | 6,677  | 17,400    |
| 산성동  | 山城洞  | 0.58       | 6,669  | 14,910    |
| 양지동  | 陽地洞  | 1.26       | 4,275  | 10,678    |
| 복정동  | 福井洞  | 3.56       | 079    | 6722      |
| 위례동  | 慰禮洞  | 3.19       | 0335   | 1381      |
| 신촌동  | 新村洞  | 5.02       | 1,751  | 4,588     |
| 고등동  | 高登洞  | 12.44      | 998    | 1,983     |
| 시흥동  | 始興洞  | 13.45      | 1,322  | 3,090     |
| 수정구  | 壽井區  | 45.53      | 99,458 | 220,152   |

## 인구
| 연도   | 총인구    | ; |
| ------ | --------- | - |
| 1990년 | 265,242명 |   |
| 1995년 | 266,579명 |   |
| 2000년 | 259,068명 |   |
| 2005년 | 254,015명 |   |
| 2010년 | 230,519명 |   |
| 2015년 | 225,967명 |   |

## 문화
- 영장산 공원
- 양지근린공원
- 희망대공원
- 단대공원
- 금륭남공철선생의 묘
- 천림산봉수터
- 금토동 자연하천
- 망경암
- 봉국사
- 정일당 강씨 묘

## 교육기관
- 사립대학교

|  | - 가천대학교 - 을지대학교 성남캠퍼스 |

- 사립전문대학

|  | - 동서울대학교 |

- 고등학교

|  | - 풍생고등학교 - 효성고등학교 - 복정고등학교 - 성보경영고등학교 - 위례한빛고등학교 |

- 중학교

|  | - 풍생중학교 - 창성중학교 - 성남서중학교 - 성남여자중학교 - 성남문원중학교 - 상원여자중학교 - 수진중학교 - 태평중학교 - 위례한빛중학교 - 위례중앙중학교 |

- 초등학교

|  | - 금빛초등학교 - 성남초등학교 - 수정초등학교 - 단대초등학교 - 수진초등학교 - 태평초등학교 - 희망대초등학교 - 성남신흥초등학교 - 성남양지초등학교 - 성남서초등학교 - 복정초등학교 - 성남북초등학교 - 왕남초등학교 - 위례중앙초등학교 - 위례고운초등학교 - 위례푸른초등학교 - 위례한빛초등학교 |

## 공공기관
- 수원지방법원 성남지원
- 수원지방검찰청 성남지청
- 성남수정경찰서
- 성남세무서
- 성남소방서
- 성남우체국
- 성남시의료원
- KT 성남전화국
- 한국전력공사 성남지점
- 성남시수정구선거관리위원회
- 세종연구소
- 경기도립성남도서관
- 한국전기안전공사 성남지사
- 수정구 보건소
- 여성복지회관
- 국민건강보험공단 성남북부지사
- 한국국제협력단

## 교통
- 수도권 전철 8호선
  - (서울 송파구) ← 남위례역 - 산성역 - 남한산성입구역 - 단대오거리역 - 신흥역 - 수진역 - 모란역 - 시종착역
- 수도권 전철 수인·분당선
  - (서울 송파구) ← 가천대역 - 태평역 → (중원구)
- 참고
  - 복정역은 성남시 수정구 복정동에 있지 않고 서울특별시 송파구 장지동에 위치해 있다.
  - 환승역인 모란역 중 분당선 구간은 수정구가 아닌 중원구에 속한다.